# Hans-Peter Hauri

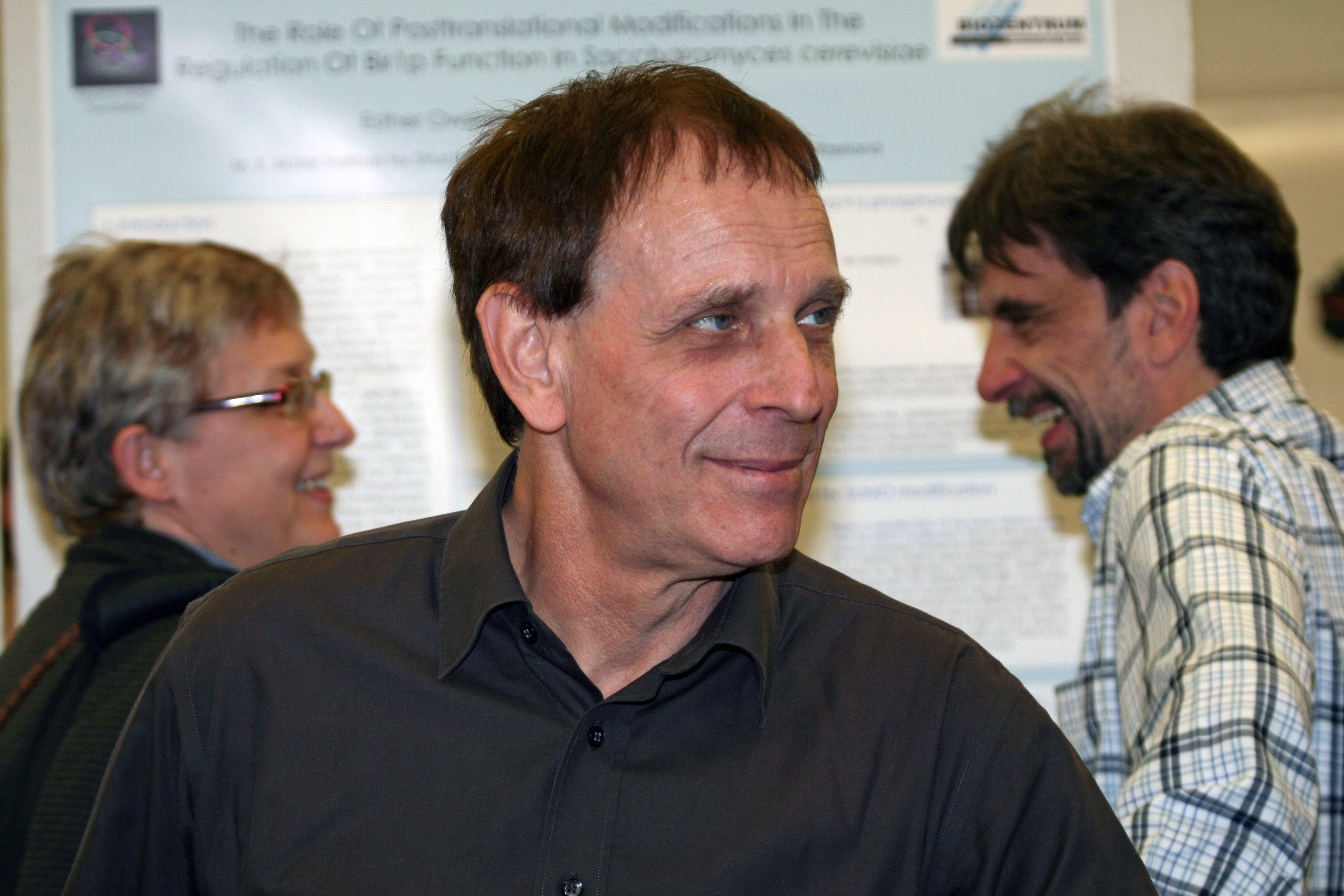
Hans-Peter Hauri (2008)

Hans-Peter Hauri (* 13. Februar 1945 in Zürich) ist ein Schweizer Biologe.

## Leben
Hans-Peter Hauri, emeritierter Professor für Zellbiologie, forschte von 1983 bis 2010 am Biozentrum der Universität Basel. Nach seinem Biologiestudium an der Universität Zürich promovierte er dort im Jahr 1973 und war im Anschluss an der Pädiatrischen Klinik des Universitätsspitals Bern tätig. 1978 wechselte er als Postdoktorand an das Massachusetts General Hospital der Harvard University in Boston. 1980 kehrte er zurück in die Schweiz und forschte zunächst in der Gruppe von Urs A. Meyer an der Universität Zürich und später am Biozentrum. Hier wurde er 1992 zum Extraordinarius und 2004 zum Ordinarius für Zellbiologie berufen. Darüber hinaus war er Studienleiter des Biologie-Curriculums und Dekan der Philosophisch-Naturwissenschaftlichen Fakultät der Universität Basel.

## Wirken
Hans-Peter Hauri erforschte die Sekretion von Proteinen, wie diese vom Ort der Synthese an ihren Bestimmungsort gelangen und dabei die Integrität der Zellorganellen aufrechterhalten wird. Hauri hat unter anderem herausgefunden, dass das Membranprotein CLIMP-63 die Interaktion von endoplasmatischem Retikulum (ER) und Mikrotubuli vermittelt. Zudem konnte er das ER-Golgi-Zwischenkompartiment (ERGIC) als ein neues Zellorganell des Sekretionsweges etablieren. Dabei gelangen sekretorische Proteine, die im ER hergestellt werden, via ERGIC in den Golgi-Apparat. Mit einer von ihm entwickelten Screening-Methode, gelang es erstmals Protein-Interaktionen im Sekretionsweg von lebenden Zellen systematisch zu erfassen. Überdies etablierte er Signalnetzwerke für den Sekretionsprozess.

## Mitgliedschaft
- American Society for Cell Biology

## Publikationen
- A. Schweizer, J. A. Fransen, T. Bachi, L. Ginsel, H. P. Hauri: Identification, by a monoclonal antibody, of a 53-kd protein associated with a tubulo-vesicular compartment at the cis-side of the Golgi apparatus. In: J Cell Biol 107, 1988, S. 1643–1653, PMID 3182932.
- K. Matter, M. Brauchbar, K. Bucher, H. P. Hauri: Sorting of endogenous plasma membrane proteins occurs from two sites in cultured human intestinal epithelial cells (Caco-2). In: Cell 60, 1990, S. 429–437, PMID 2302734.
- C. Appenzeller, H. Andersson, F. Kappeler, H. P. Hauri: The lectin ERGIC-53 is a transport receptor for glycoproteins. In: Nat Cell Biol. 1, Nr. 6, 1999, S. 330–334, PMID 10559958.
- B. Nyfeler, V. Reiterer, M. W. Wendeler, E. Stefan, B. Zhang, S. W. Michnick, H. P. Hauri: Identification of ERGIC-53 as an intracellular transport receptor for alpha1-antitrypsin. In: J Cell Biol 180, 2008, S. 705–712, PMID 18283111.
- H. Farhan, M. W. Wendeler, S. Mitrovic, E. Fava, Y. Silberberg, R. Sharan, M. Zerial, H. P. Hauri: MAPK signaling to the early secretory pathway revealed by kinase/phosphatase functional screening. In: J Cell Biol 189, 2010, S. 997–1011, PMID 20548102.

## Weblink
- Hans-Peter Hauri, researchgate.net, abgerufen am 18. November 2014.